# St. Johns (Illinois)
St. Johns è un villaggio degli Stati Uniti d'America, situato nello Stato dell'Illinois, nella contea di Perry.